# Giorgio Canali & Rossofuoco
I Giorgio Canali & Rossofuoco sono un gruppo musicale rock italiano nato negli anni duemila per iniziativa del cantante e chitarrista Giorgio Canali.

## Storia del gruppo

### Antefatti
Nel 1998 Giorgio Canali pubblica un album da solista intitolato Che fine ha fatto Lazlotòz, in cui già partecipano i Rossofuoco, composti da Claude Saut (basso), Marco Greco (chitarra) e Luca Martelli (batteria). Il disco esce sul mercato francese con copertina e titolo differente (1000 Vietnam), con una lista tracce quasi identica e versioni cantate in francese della stragrande maggioranza dei pezzi.
Nel 2002 viene prodotto Rossofuoco, pubblicato dalla Gamma Pop Records. Il disco si avvale della collaborazione di Manuele Fusaroli (in Pesci sull'acqua) e di Francesco Magnelli (in Maman va rentrer). L'album si caratterizza di un rock d'autore, contaminato da "filastrocche" folk-noise e ballate. Scioltisi i CSI, Canali oltre ad occuparsi della sua carriera solista, milita nei PGR.

### I primi album
Dopo i primi due album usciti a solo nome Giorgio Canali, nel 2004 viene pubblicato come disco omonimo il primo in cui il nome della band affianca quello del chitarrista/cantante. Giorgio Canali & Rossofuoco esce per l'etichetta La Tempesta Dischi; inizialmente intitolato Terzo Tentativo Incongruo, si avvale della collaborazione, tra gli altri, di Gianni Maroccolo, Marc Simon e Reverendo Sam. Nel 2006 il gruppo si esibisce in versione acustica con il nome Rossotiepido, mentre nel corso degli anni il solo Canali si esibirà con concerti chitarra e voce dal titolo Rossosolo.
Nel 2007 è la volta di Tutti contro tutti, album dedicato a Federico Aldrovandi caratterizzato da un condensato di rabbia e desolazione, in cui un rock viscerale e testi caustici descrivono una società ridotta alla miseria.
A questo album collaborano Bugo (di cui Canali aveva già prodotto un disco) e Rodrigo D'Erasmo. Inoltre il disco contiene Settembre, aspettando, cover di Septembre, en attendant, brano dei Noir Désir dell'amico Bertrand Cantat.
Nel 2009 viene pubblicato Nostra Signora della dinamite, album di pregevole fattura intriso di un "realistico disincanto" e contenente il brano Nuvole senza Messico.

### Anni 2010
Nel 2010 viene diffusa la traccia singola Lettera del compagno Lazlo al colonnello Valerio, che doveva essere inclusa nel disco Materiali resistenti, ma che venne esclusa per la presenza di bestemmie. Il brano, insieme ad altri inediti, pezzi usciti solo su raccolte, e versioni alternative di pezzi editi verrà pubblicato nel 2012 nel CD che accompagna (esclusivamente nella sua prima edizione) il libro intervista Fatevi fottere. Il disco contiene come traccia nascosta il libero adattamento di Balla Linda di Lucio Battisti che inizialmente sarebbe dovuta apparire nel tributo al cantautore pubblicato sullo speciale de Il mucchio selvaggio (rivista) Mucchio Extra.
Nel 2011 il gruppo partecipa con il brano Luna viola all'album tributo al Santo Niente intitolato Generazioni e pubblicato da Disco Dada. Il 26 agosto dello stesso anno viene pubblicato Rojo, album registrato da Francesco Felcini al Chichoi Studio di Bassano del Grappa. Anche questo disco si avvale della collaborazione di Angela Baraldi (ne La solita tempesta) e di Steve Dal Col, che già si era esibito live con la band in qualità di chitarrista. Angela Baraldi e Canali tra il 2011 e il 2015 si esibiscono in diverse date dal vivo con un tributo ai Joy Division. Nel 2012 Giovanni Fanelli lascia il gruppo per dedicarsi a tempo pieno alla band di cui è il cantante, i Nolatzco, e Marco Greco passa dalla chitarra solista al basso, sostituito da Steve Dal Col.
Nel 2016 esce un nuovo album per l'etichetta Woodworm, questa volta contenente solo cover, Perle per porci, in cui Giorgio Canali rivisita alcuni pezzi storici della new wave e del cantautorato di nicchia, sia di autori italiani che francesi da cui è stato influenzato nel corso della sua attività artistica.
Nuovamente sotto l'ala dell'etichetta La Tempesta Il 14 settembre 2018esce il singolo Fuochi supplementari, che anticipa l'uscita dell'album Undici canzoni di merda con la pioggia dentro prevista per il 5 ottobre. Nella sera stessa dell'uscita del disco Giorgio Canali & Rossofuoco lo festeggiano suonandolo per intero in un concerto al Locomotiv di Bologna.

## Formazione
Attuale
- Giorgio Canali – voce, chitarra e armonica (2004-presente)
- Marco "Testadifuoco" Greco – chitarra (2004-2012), basso (2012-presente)
- Luca Martelli – batteria (2004-presente)
- Stewie Dal Col – chitarra (2009-presente)

Turnisti
- Andrea Ruggiero – violino elettrico (2008-presente)
- Pino Gulli – batteria (2015-2019)
- Stefano Orzes – batteria (2019-presente)

Ex componenti
- Claude Saut – basso (2004-2009)
- Giovanni Fanelli – basso (2009-2012)

## Discografia

### Album in studio
- 2002 – Rossofuoco
- 2004 – Giorgio Canali & Rossofuoco
- 2007 – Tutti contro tutti
- 2009 – Nostra Signora della dinamite
- 2011 – Rojo
- 2016 – Perle per porci
- 2018 – Undici canzoni di merda con la pioggia dentro
- 2020 – Venti
- 2023 – Pericolo giallo

### Raccolte
- 2012 – Fatevi fottere